# Richard Guenter
Otto Richard Guenter (né le 4 juillet 1856 à Neidenburg et mort le 21 juillet 1937 à Scharnau, arrondissement de Neidenburg (de)) est un homme d'affaires et député du Reichstag.

## Biographie
Guenter étudie au lycée d'Hohenstein et est homme d'affaires à Neidenburg depuis 1883. Il sert comme volontaire d'un an en 1878/79 au 1er régiment de grenadiers à Königsberg. Il est également conseiller municipal à Neidenburg.
De 1903 à 1907, il est député du Reichstag pour la 8e circonscription de Königsberg avec le Parti national libéral.